# Жюстін Бруно
Жюстін Бруно (фр. Justine Bruno, 17 лютого 1994) — французька плавчиня.
Учасниця Олімпійських Ігор 2012 року.